# 高梨理央
高梨 理央（たかなし りお、2008年6月8日 - ）は、日本の子役。テアトルアカデミー所属。

## 出演
太字は主演、もしくはメインキャラクター。

### テレビドラマ
- 相棒 Season13 第10話（2015年1月1日、テレビ朝日） - 村本修吾 役
- 世にも奇妙な物語 - ゴムゴムの男（2015年4月11日、フジテレビ）[2]
- 明日もきっと、おいしいご飯 第1話（2015年6月1日、東海テレビ・フジテレビ系）- 中村正夫 役[3]
- マザー・ゲーム〜彼女たちの階級〜 第9話・10話（2015年6月9月・16日、TBS系） - 小田寺彬（望月歩 幼少期）役
- 人類学者・岬久美子の殺人鑑定 6（2016年6月11日、テレビ朝日） - 宮村涼平（武田航平 幼少期） 役
- 仮面ライダーエグゼイド 第3話（2016年10月16日、テレビ朝日系） - 北見勇樹 役
- 特捜9 season1 第7話（2018年5月23日、テレビ朝日） - 福島一浩 役[4]
- 警視庁・捜査一課長 スペシャル3（2019年4月21日、テレビ朝日） - 子供A 役
- きれいのくに（2021年4月12日 - 5月31日、NHK） - 誠也（青木柚 幼少期）役[5]
- 二月の勝者（2021年10月16日 - 12月18日、日本テレビ） - 三好伸 役 [6]
- 女王の法医学〜屍活師〜 2（2022年3月21日、テレビ東京・BSテレ東） - 犬飼一（松村北斗 少年期）役[7]
- 赤ひげ4 第7話（2022年12月16日、NHK） - 良吉 役[8]

### 映画
- 仮面ライダーMOVIE大戦2017

### CM
- セブンイレブン「近くて便利 おにぎり篇」